# Надарбази
Надарбази (груз. ნადარბაზი) — село в Грузии, на территории Горийского муниципалитета края (мхаре) Шида-Картли.

## География
Село находится в центральной части Грузии, на северном склоне Триалетского хребта, к северу от реки Тедзами, на расстоянии приблизительно 19 километров (по прямой) к югу от города Гори, административного центра муниципалитета. Абсолютная высота — 1432 метра над уровнем моря.

## Население
По результатам официальной переписи населения 2014 года, постоянное население в Надарбази отсутствовало.
| Год  | Население, человек |
| ---- | ------------------ |
| 2002 | 0                  |
| 2014 | 0                  |